# Jeanne Fremery
Jeanne Fremery, död efter 1715, var en fransk skulptör. 
Hon var möjligen svägerska till målaren de Meaux och gift med Louis Delaporte, med vilken hon fick fyra barn. 
Hon kom till Sverige sommaren 1695.  Flera av de franska hantverkare som engagerats för att arbeta med Kungliga slottet i Stockholm hade med sig makar och barn, som av sedvana borde ha fått utbildning i yrket och assisterat dem i arbetet, men det finns få bekräftelser på att så verkligen har skett.  Jeanne Fremery var ett undantag, eftersom hon vid ett antal tillfällen fullt öppet nämns som aktiv skulptör. Som sådan torde hon ha varit den första kvinnliga skulptör verksam i Sverige. 
Bland hennes arbeten fanns åtta halva armar, tre ryggstycken och ett huvud på hermerna och tassar och nederdel på ett lejon för 119 daler kopparmynt (1697). Hon tillverkade också morianmasker till maskeraderna som anordnades på Stora Bollhuset av det franska teatersällskapet vid nyårsfirandet år 1700. Vid sidan av henne har skulptören Catherine Cucci (gift med René Chauveau) trots ha varit verksam 1694-1700, men i hennes fall finns ingen bekräftelse.  
Maken avled i december 1701 och hon kvitterade i mars 1702 ut hans första lönekvartal och återvände till Paris, sedan hon av Tessin fått ett rekommendationsbrev på makens arbete. Hon nämns som änka i Paris år 1715. 